# Panamafilm
Panamafilm è una casa di produzione indipendente fondata da Riccardo Brun, Paolo Rossetti e Francesco Siciliano.

## Produzione
Tra le produzioni più note vi sono i programmi Stato civile - L'amore è uguale per tutti e Non ho l'età per RAI 3, e la serie 5 minuti prima per RaiPlay

## Programmi televisivi realizzati da Panamafilm
- Stato civile - L'amore è uguale per tutti - Rai 3
- Non ho l'età - Rai 3
- Donne che sfidano il mondo  - TV 2000
- Il Tempio della Bellezza - Real Time
- Scrittori Fuoriclasse - RaiPlay
- Sulla paura - RaiPlay
- Il sapore della libertà - TV 2000

## Documentari e docuserie realizzati da Panamafilm
- Terremoto'80, regia di Fabrizio Bancale - History Channel
- Road to Cortina 2021, regia di Cosimo Alemà - Rai 2
- Corpo di ballo - L'avventura di Giselle alla Scala, regia di Annalisa Mutariello - RaiPlay
- Scuola di danza - I ragazzi dell'Opera - RaiPlay
- Prima della messa - Bernstein a Caracalla - Rai 3
- Italo Calvino - Lo scrittore sugli alberi, regia di Duccio Chiarini - Rai 1
- Moda - Una rivoluzione italiana, regia di Laura Chiossone - Sky
- Chi vuole parlare d'amore - RaiPlay

## Film e serie tv realizzati da Panamafilm
- In ascolto, regia di Giacomo Martelli
- La santa, regia di Cosimo Alemà
- Zeta - Una storia hip-hop, regia di Cosimo Alemà
- Kindeswhole, regia di Franco Angeli
- Giselle, regia di Riccardo Brun, Annalisa Mutariello, Paolo Rossetti, Francesco Siciliano
- 5 minuti prima, regia di Duccio Chiarini